# Lunaspis
Genre
Lunaspis est un genre éteint de placodermes ayant vécu au Dévonien inférieur (Emsien), il y a environ entre 407 et 393 Ma (millions d'années). Des fossiles ont été trouvés en Allemagne, en Chine et en Australie.

## Étymologie
Ses plaques latérales en forme de croissants de lune lui ont donné son nom.

## Liste d'espèces
- † Lunaspis broili Gross, 1937
- † Lunaspis heroldi Broili, 1929 (espèce type)
- † Lunaspis pruemiensis (Kayser, 1880) (autre appellation : Acanthaspis prümiensis Traquair, 1894)

## Systématique
Le nom valide complet (avec auteur) de ce taxon est Lunaspis Broili, 1929.

## Galerie

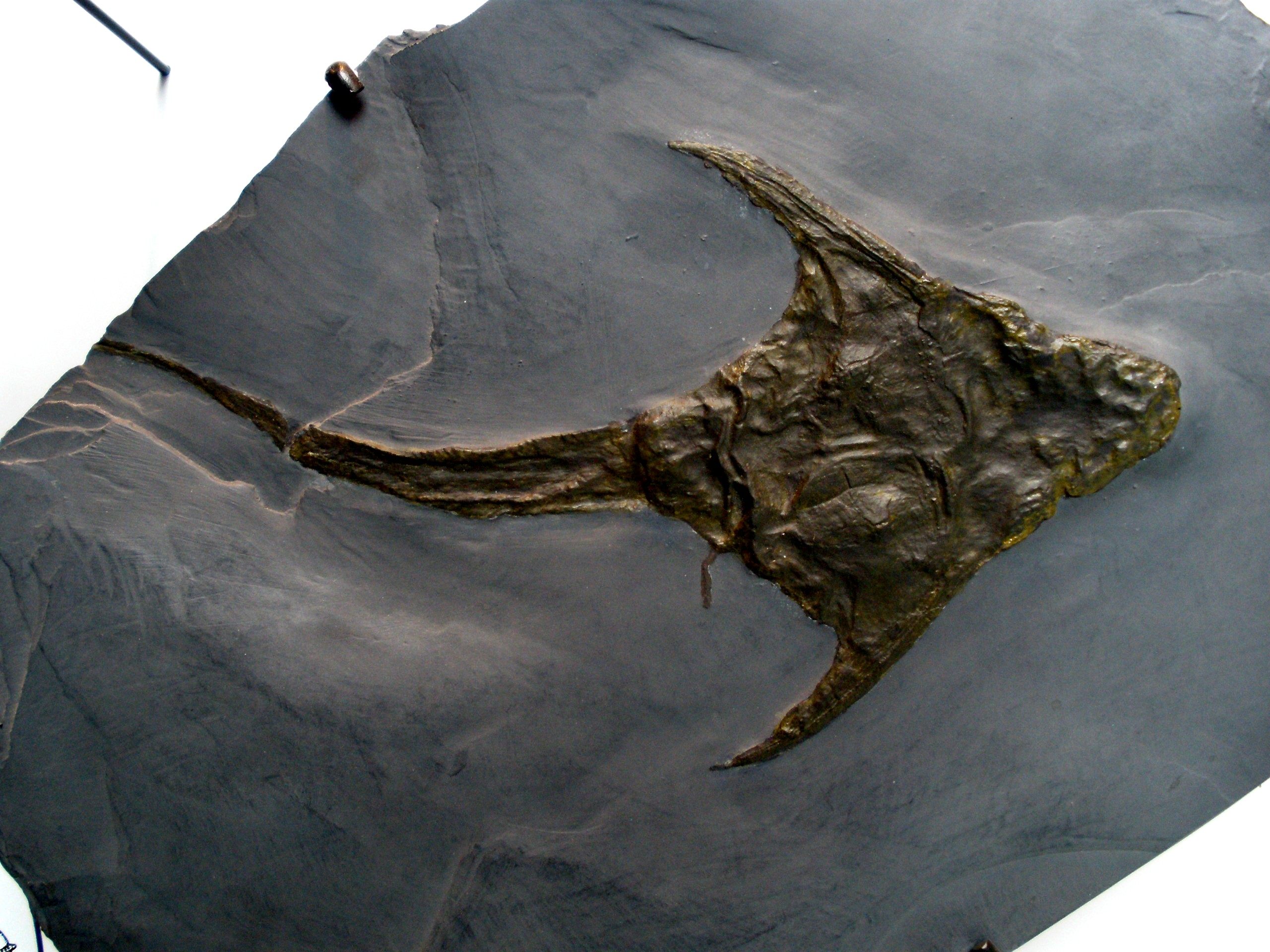
Fossile de Lunaspis broili.
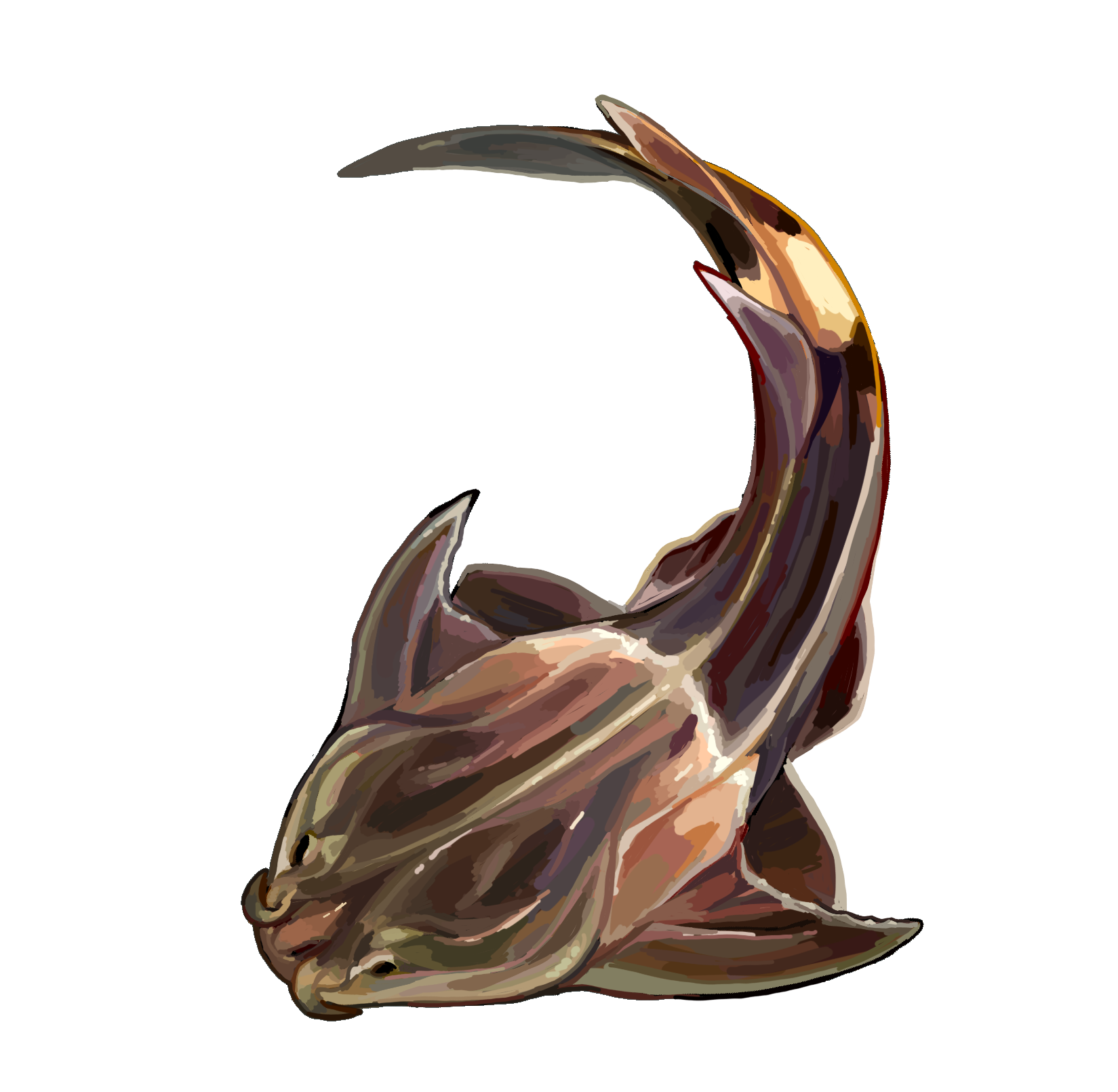
Vue d'artiste de Lunaspis heroldi.